# Reynolds, North Dakota
Reynolds är en ort i Traill County i delstaten North Dakota, USA.